# Obila umbrinata
Obila umbrinata là một loài bướm đêm trong họ Geometridae.